# Насі-паданг
На́сі-пада́нг (індонез. nasi Padang, дослівно — «рис по-педанзьки») — прийнята в паданзькій кухні подача вареного рису з численними різноманітними гарнірами. Є найважливішим елементом цієї кухні, її визнаним символом.
Має безліч варіацій компонування, кількість гарнірів може обчислюватися десятками. Практикується головним чином в ресторанній кухні, а також в святкових трапезах індонезійського народу мінангкабау. Завдяки масовим міграціям мінангабау та їх активності у сфері ресторанного бізнесу насі-паданг здобув значну популярність по всій Індонезії. Користується неабиякою популярністю також у Малайзії, Сінгапурі, Нідерландах та деяких інших країнах. Насі-паданг став прообразом рійстафелю — комплексного обіду, що став традиційним для індонезійської кухні колоніального періоду, а потім популяризованого в самих Нідерландах та деяких інших Нідерландських володіннях.

## Походження та поширення

Ареал розселення народу мінангкабау на Суматрі

Варений рис історично є головною складовою раціону більшості мешканців Індонезії. Виняток у цьому плані становить лише відносно нечисленне населення деяких східних регіонів Індонезії, де рисівництво розвинене трохи гірше, тоді як інші продукти зазвичай служать лише більш менш значними доповненнями до нього. Багато індонезійських страв є порцією рису, поряд з якою або поверх якої накладаються один або кілька гарнірів та соусів, обсяг яких зазвичай значно поступається об'єму самого рису: така добавка по-індонезійськи називається «лаук» (індонез. lauk), а набір з декількох різних гарнірів та соусів до рису— «ла́ук-па́ук» (індонез. lauk pauk).
У кулінарній практиці народу мінангкабау, яка відома як паданзька кухня, що мешкає в західній і центральній частині Суматри), рис відіграє таку ж важливу роль, як і в кухнях більшості інших народів Індонезії. Проте серед мінангкабау склалася своєрідна, нетипова для інших індонезійців традиція подачі різноманітних гарнірів до рису на окремих тарілках або блюдцях. Подібний комплекс з вареного рису в оточенні безлічі додаткових страв отримав назву "насі-паданг", що буквально означає "рис по-паданзьки".

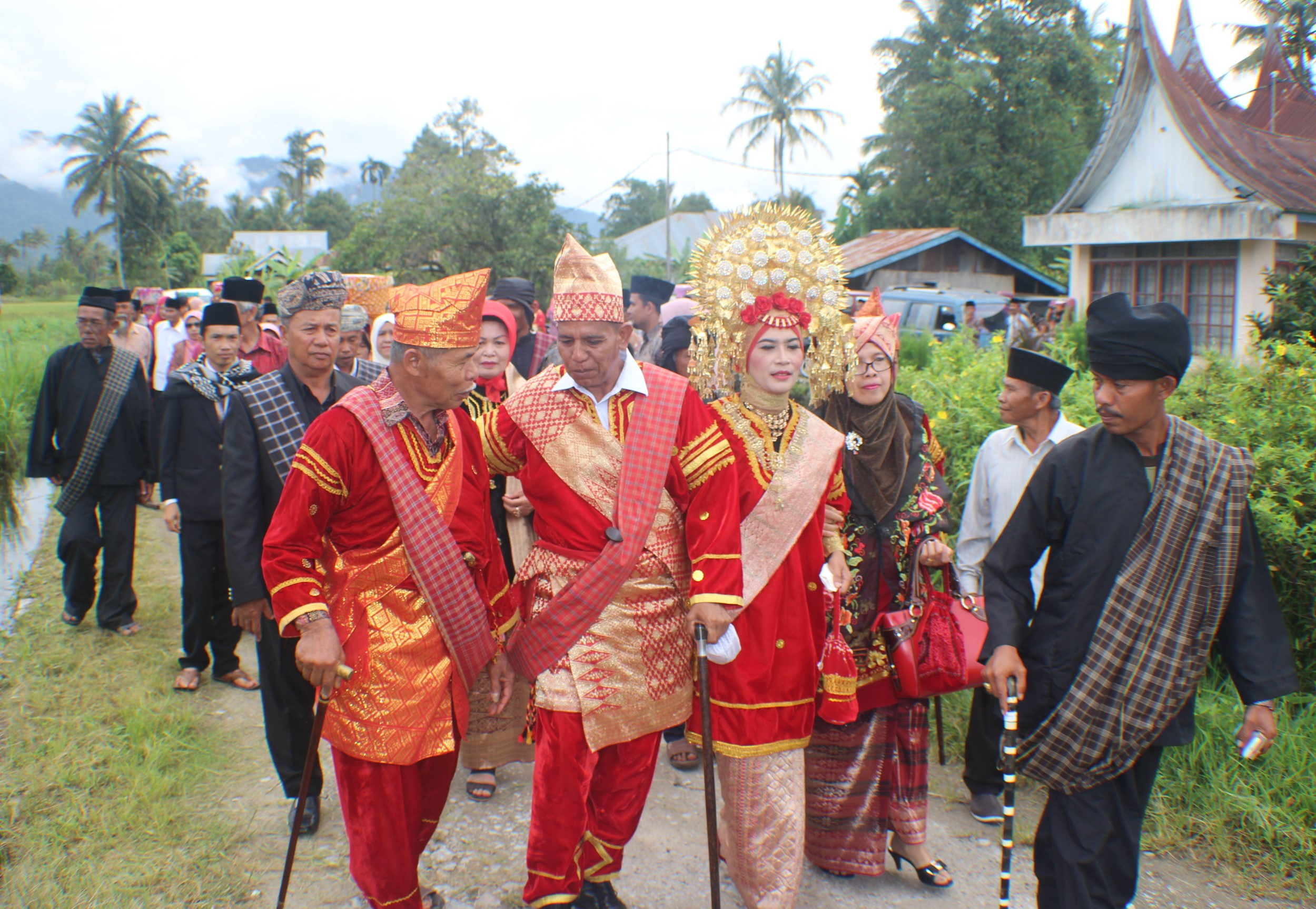
Мінангкабау у святковому вбранні

На думку індонезійських дослідників, формуванню такої манери подачі рису з численними гарнірами сприяло відносне багатство та різноманітність падангської кухні: так, значний розвиток скотарства в цій частині Суматри забезпечує істотно більше споживання м'ясних продуктів, ніж в інших районах Малайського архіпелагу. Відповідна кулінарна практика імовірно має давню історію, однак широкого поширення і популярності вона набула лише в другій чверті XIX століття — завдяки активному розвитку на землях мінангкабау громадського харчування, що почалося тоді. Відтоді насі-паданг став основою меню численних місцевих забігайлівок. Останні, на відміну від звичних для Яви та багатьох інших островів Індонезії маленьких варунгів, зазвичай є досить великими капітальними будівлями, що мають, як і традиційні житлові будинки мінангкабау, характерні дахи з щільно спресованого пальмового волокна, і розраховані на велику кількість відвідувачів.

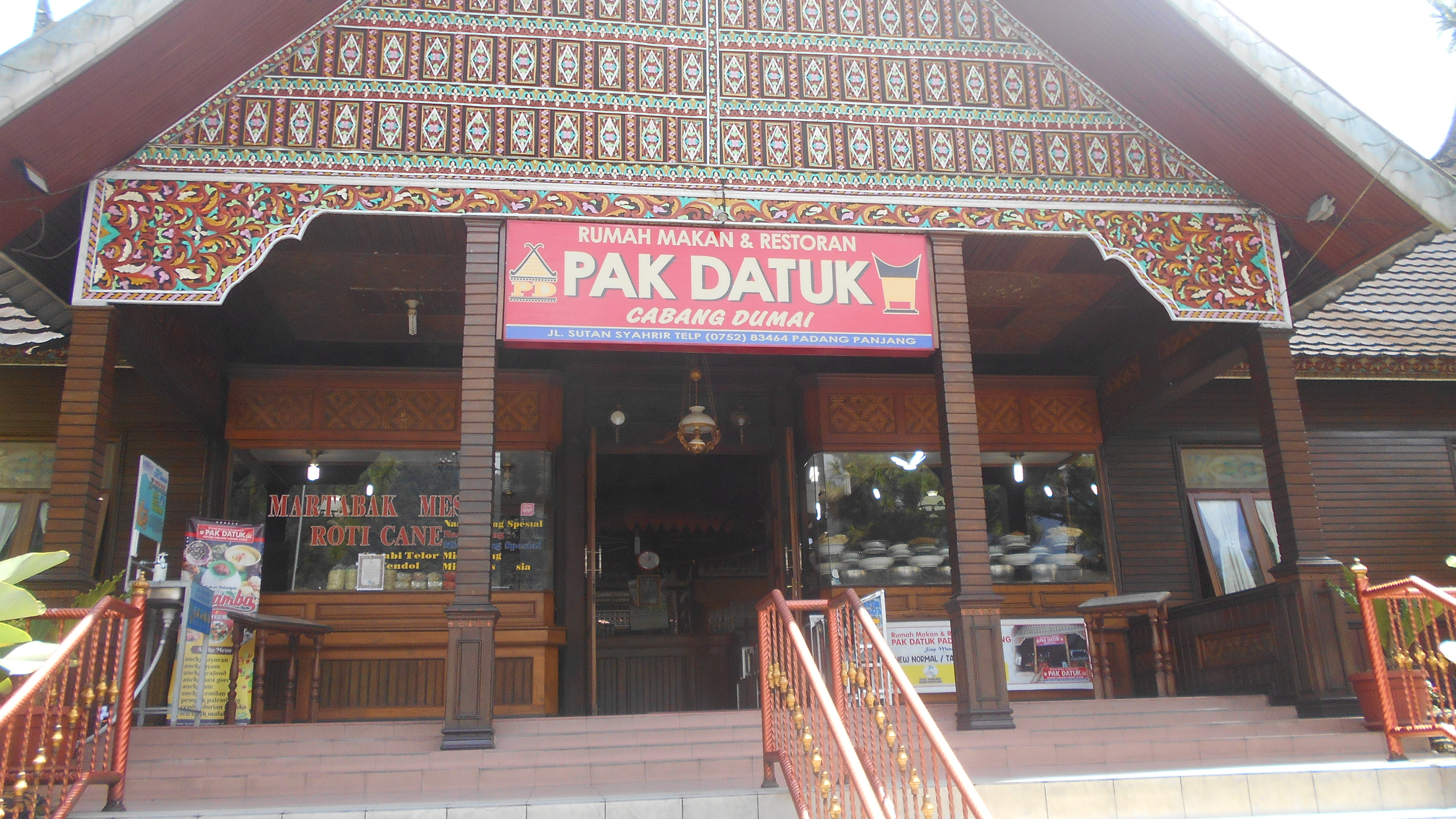
Традиційний ресторан паданзької кухні. У вітрині видно насі-паданг

Завдяки широкому застосуванню в забігайлівках у мінангкабау, сервірування насі-паданг звернуло на себе увагу не тільки сусідніх народів Суматри, але і Нідерландських колонізаторів, які активно освоювали в середині XIX століття цей найзахідніший з Великих Зондських островів. Останні швидко перейняли практику одночасної подачі рису з безліччю гарнірів: вона набула популярності серед досить численного голландського населення Нідерландської Ост-Індії, а також певних кіл тубільної еліти, що тісно контактували з колонізаторами. Однак у «колоніальному» виконанні асортимент гарнірів був значно розширений — насамперед, за рахунок страв яванської кухні та кухні перенаканів, які, звичайно, не фігурували в оригінальних версіях насі-падангу, а обсяг порцій було збільшено. Такий комплексний обід, що розвинувся на основі насі-падангу, отримав голландську назву рійстафель і став основою особливої кухні, що поєднувала як індонезійські, так і європейські елементи, та стала широко відома не тільки в голландській Індонезії, але і в Нідерландах як «ост-індська».
Подальшій популяризації насі-падангу за межами Суматри сприяли активні міграції регіоном. У різні періоди XIX-XX століть сотні тисяч представників цієї народності виїжджали на заробітки або переселялися на постійній основі не тільки в інші райони Індонезії, але і на територію сусідніх Малайзії та Сінгапуру, в метрополію Індонезії — Нідерланди, а також в деякі інші країни, в тому числі, в нідерландські колоніальні володіння. Одним з основних напрямів їхньої господарської діяльності на нових місцях був готельно-ресторанний бізнес, в результаті чого насі-паданг отримав досить широку міжнародну популярність. Так, наприклад, у Сінгапурі репутацію туристичної пам'ятки має забігайлівка, яка спеціалізується на насі-паданзі, відкрита вихідцями з Суматри ще 1948 року. У самій Індонезії насі-паданг сприймається як кулінарний символ народу мінангкабау і часто називається «головним внеском мінангкабау в індонезійську культуру».

## Склад та різновиди

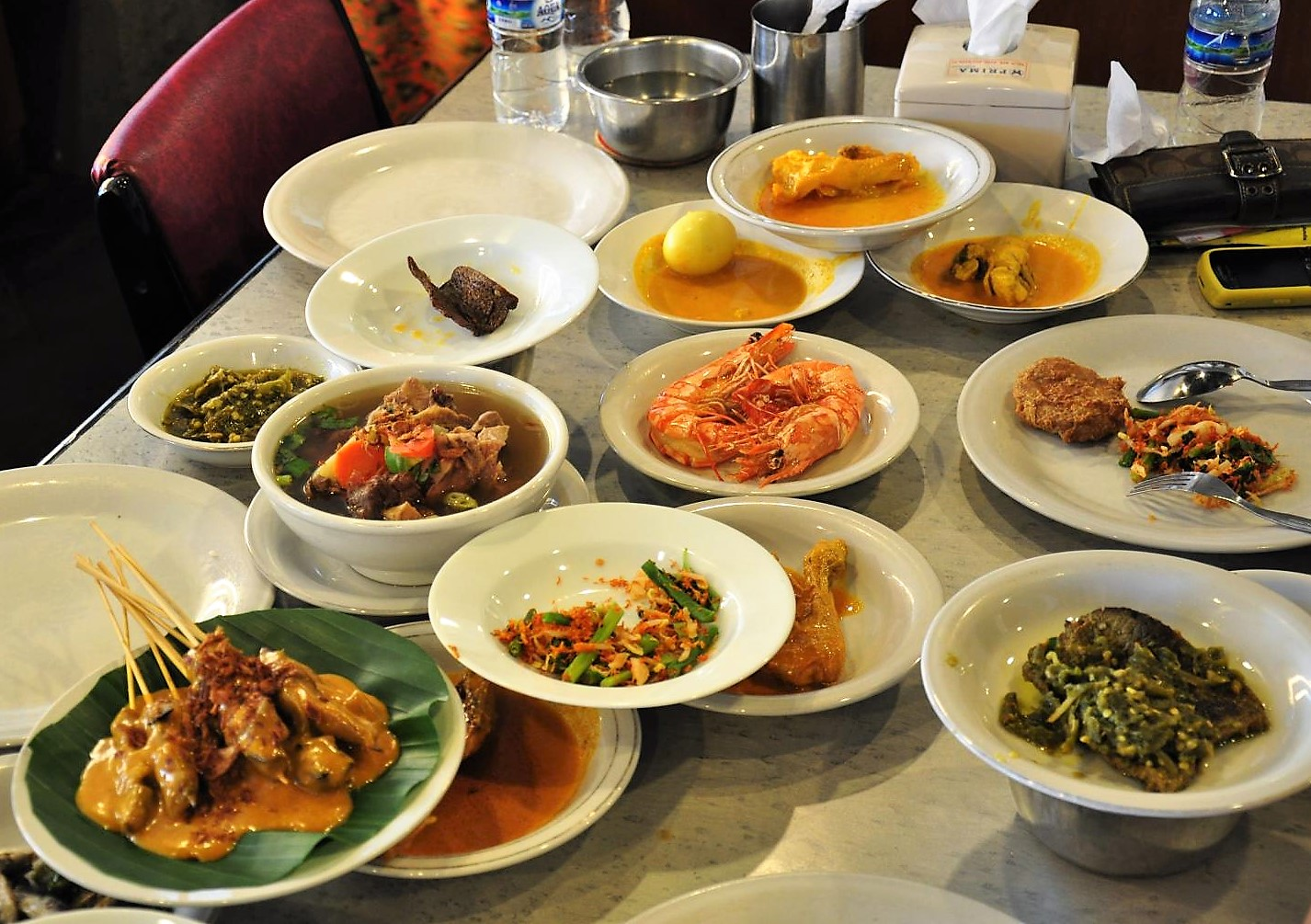
Класичний насі-паданг

Центральним елементом насі-падангу є порція вареного рису. Рис для цих цілей зазвичай використовується простий - зварений у воді без додавання будь-яких спецій або кокосового молока. В сучасних умовах для його приготування часто використовуються рисоварки..
Асортимент гарнірів у складі насі-падангу може бути дуже різноманітним. До його складу незмінно входять такі ключові паданзькі страви, як ренданг, гулаї і баладо, які, у свою чергу, можуть готуватися з різних продуктів. Особливо широко для їх приготування використовуються практично всі види м'яса, крім свинини, яка, з урахуванням прихильності абсолютної більшості мінангкабау до ісламу, через харчові заборони виключена з їх раціону. Найбільшою популярністю в цьому плані користується яловичина та яловичі субпродукти: крім вищеперерахованих яловичих спеціалітетів, з них можуть готуватися мініатюрні шашлички, які в пананзькій кухні зазвичай подаються з густою яскраво-жовтою підливою на основі загущеного рисовим борошном яловичого бульйону з додаванням куркуми, зіри, калганного кореню та імбиру.
Поряд з м'ясними стравами, усюди як гарнір використовуються омлет, а також такий паданзький спеціаліст, як яйця-баладо: очищені від шкаралупи варені качині або курячі яйця, обсмажені в гостро-пряному фритюрі з рослинної олії, подрібненого червоного перцю, різних спецій та прянощів. З рослинних продуктів, які, знову ж таки, можуть готуватися як ренданг, гулаї або баладо, або просто пасеруватися, найчастіше подаються баклажани, картопля, стручкова квасоля, вігна, а також м'якоть плодів хлібного дерева та джекфруту. Крім того, у складі насі-падангу нерідко подається соління, дуже популярні як серед мінангкабау, так і у багатьох інших народів Індонезії..

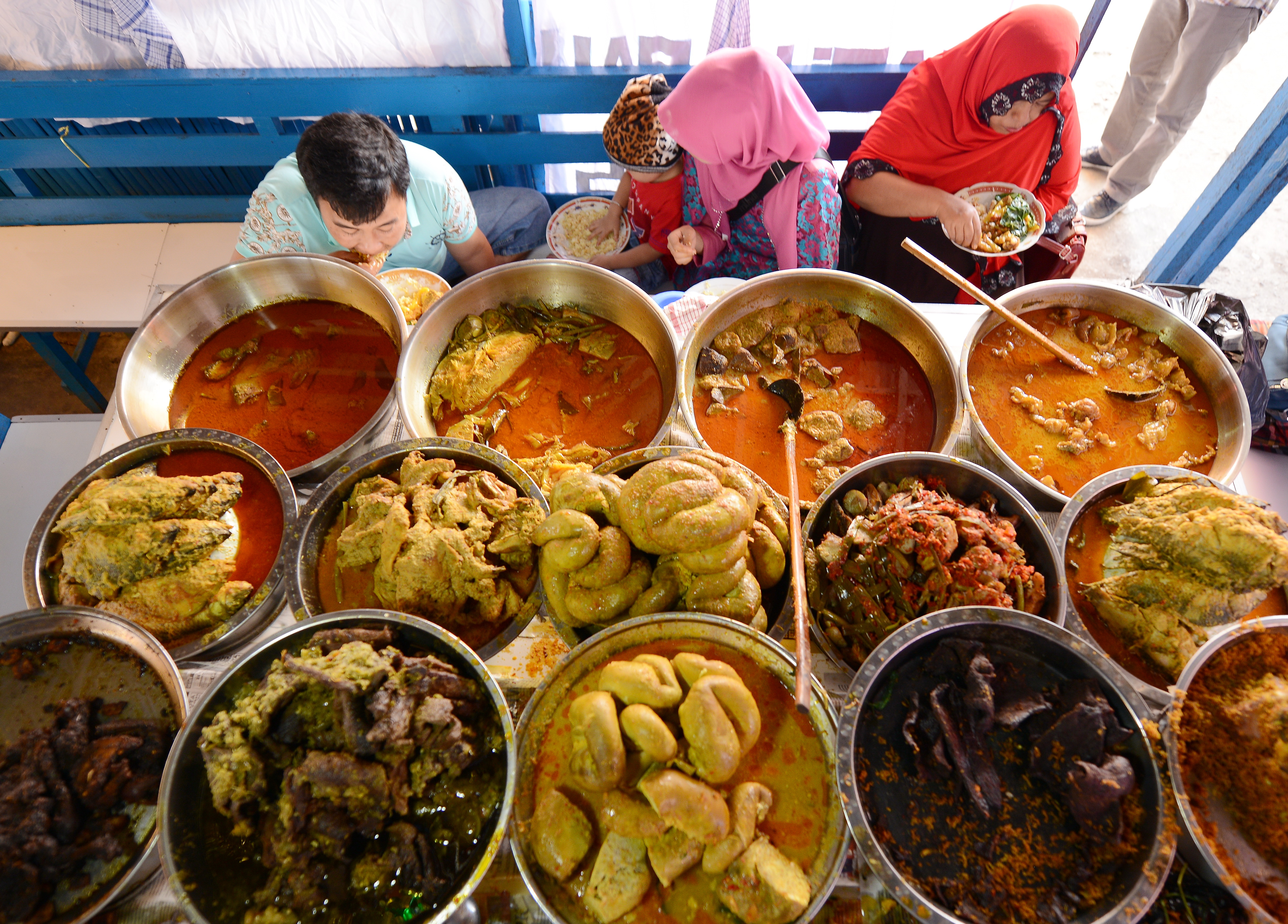
Насі-капау — найвідоміший різновид насі-падангу

Відповідно до опитування, проведеного в 2019 році індонезійською редакцією каналу CNN у соціальних мережах, сімома найпопулярними гарнірами у складі насі-падангу виявилися: різні види рендангу, гулаї з хрящів яловичої ноги, гулаї з яловичої грудинки, баладо з в'яленої яловичини, смажена курятина, гулаї з яловичих мізків і гулаї з голови луціана.
У різних місцевостях у межах ареалу розселення мінангкабау існують різні нюанси приготування та компонування насі-падангу. Так, у внутрішніх районах однозначно превалюють м'ясні гарніри, а в прибережних у хід часто йдуть риба та морепродукти — кальмари, креветки, молюски. Деякі із стійких різновидів цього комплексного обіду набувають широкої популярності на Суматрі, а іноді й за її межами під відповідними «географічними» назвами. Найзнаменитішим підвидом насі-падангу вважається насі-капау — кулінарний спеціаліст мешканців поселення Капау, що входить до склад округу Агам провінції Західна Суматра: самі місцеві мешканці вважають насі-капау не різновидом насі-падангу, а його альтернативою. Характерною особливістю насі-капау є використання гарнірами переважно різних гулаїв, приготованих у великій кількості рідкого пряного соусу, що має зазвичай яскравий червоно-жовтогарячий колір: такі гарніри, відповідно, подаються не на тарілках, а в глибоких мисках або металевих судочках. Найпопулярнішими гарнірами в насі-капау є гулаї з м'якоті джекфруту (часто з додаванням молодих паростків бамбука) і з яловичих кишок, фаршированих сумішшю з рубаних яєць і тофу, а також пюре з листя маніока, виварених у кокосовому молоці.

## Подача та споживання

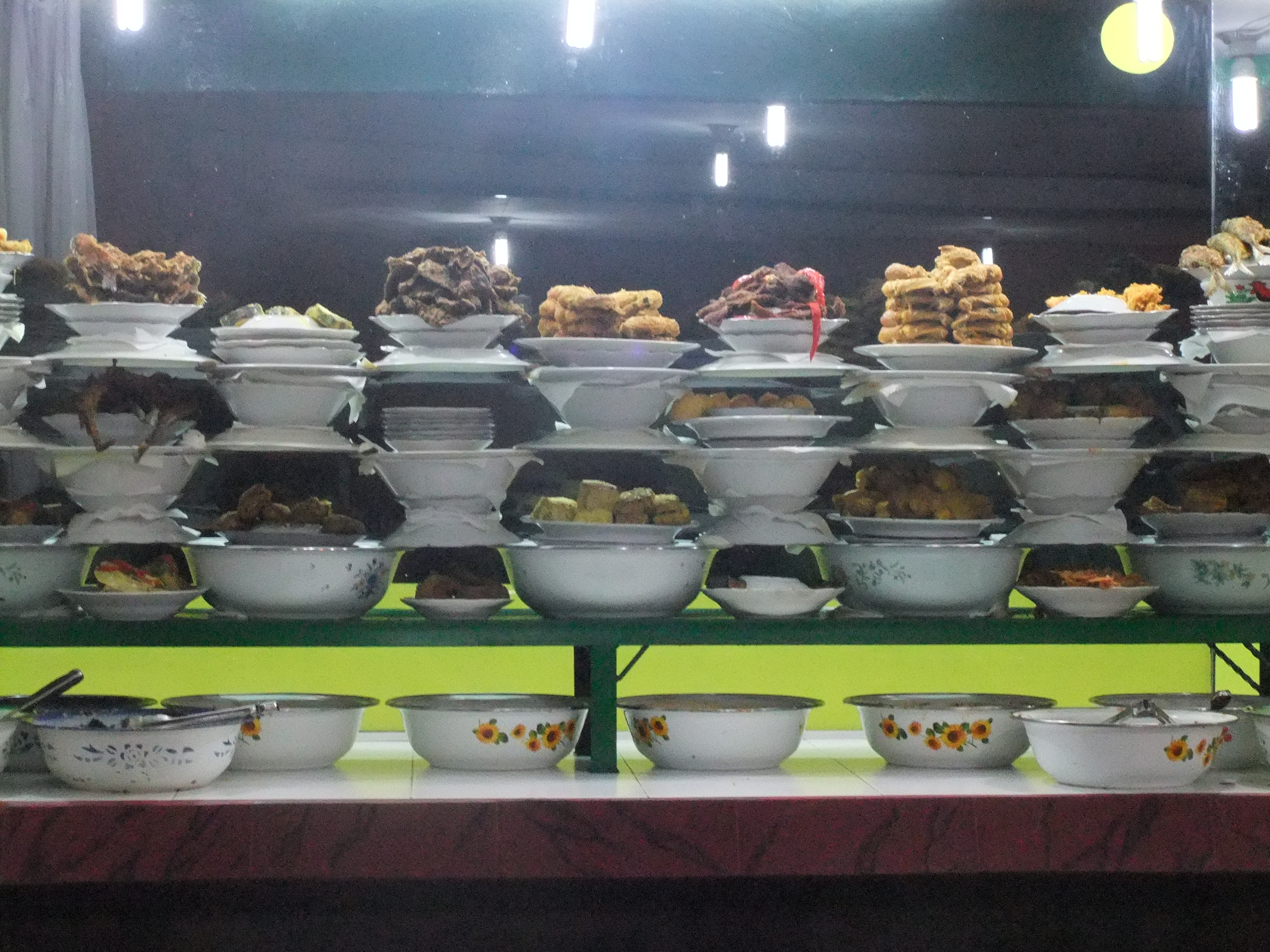
Насі-паданг,виставлений у вікні паданзької забігайлівки

Насі-паданг нечасто подається за звичайними домашніми трапезами: він орієнтований переважно на масштабне застілля, пов'язане з прийомом досить численних гостей, або на ресторанну подачу. Він становить основу меню в закладах паданзького громадського харчування всіх рівнів: від сільських забігайлівок до ресторанів найвищого рівня, часто подається в ресторанах, фуд-кортах торгово-розважальних і офісних центрів. Кількість страв, задіяних у цій подачі, може бути різною — вона визначається, головним чином, або достатком сім'ї, або рівнем ресторану. Дюжина гарнірів до рису вважається досить великим, але реальним асортиментом у домашній практиці, ресторани часто оперують набором з декількох десятків. Так, за даними на 2019 рік, тільки в 2% закладів паданзької кухні насі-паданг включав менше 10 гарнірів, в 17% - від 10 до 20 гарнірів, в 59% — від 20 до 30 гарнірів і в 32% — більше 30 гарнірів. Усього ж індонезійські фахівці в галузі громадського харчування нарахували 122 різні страви, що фігурують у паданзьких ресторанах як гарніри у складі насі-падангу. У 2019 році насі-паданг було введено в меню деяких міжнародних рейсів індонезійської державної авіакомпанії «Гаруда Індонесія»: в умовах авіаперельотів було вирішено обмежитися шістьма гарнірами до рису.
Складові насі-падангу, як правило, подаються в однакових невеликих тарілках або блюдцях, ренданги або гулаї в соусах можуть розміщуватись у глибокому посуді. Рис, обсяг якого зазвичай значно перевершує порцію кожного з гарнірів, може викладатися на одне велике блюдо, або, рідше, розділятися на кілька невеликих тарілок. На блюді або тарілках він, найчастіше, трамбується в щільну гірку за допомогою напівкулястої миски. Традиційно прийнято їсти рис і добавки руками, проте в останні десятиліття все ширше застосовуються виделки та ложки.

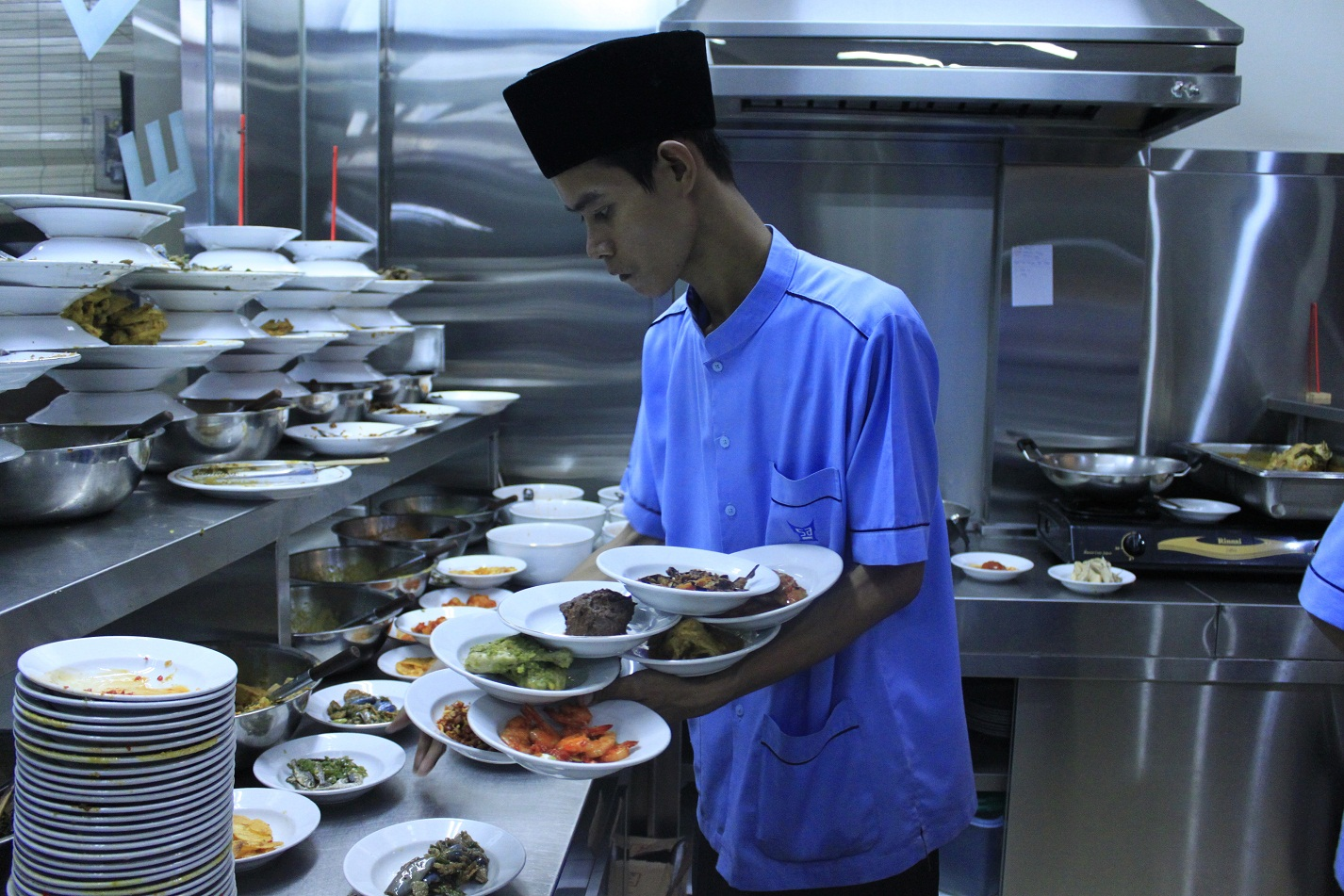
Офіціант, набирає насі-паданг на замовлення

У домашніх умовах насі-паданг сервірується на обідньому столі, всі страви подаються одночасно. Рис, якщо він не розділений на порції, традиційно займає центр композиції у блюді чи мисці, а розділений — розподіляється порційно по краях столу. Подача ж у закладах громадського харчування виглядає дещо інакше. Страви, що складають насі-паданг, завчасно розставляють у вітрині ресторану: тарілочки з різноманітними стравами зазвичай встановлюються одна на одну, утворюючи кілька поверхів. Подібні багатоповерхові конструкції є відмінною рисою традиційних ресторанів паданзької кухні і часто є наочним меню закладу, роблячи зайвим меню паперове. У ресторанних вітринах складові насі-паданг зазвичай демонструються від кількох годин до кількох днів — велика кількість спецій і прянощів забезпечує досить тривалу безпеку стравам при кімнатній температурі. Відповідно, на стіл відвідувачам насі-паданг потрапляє в охололому вигляді.
У громадському харчуванні кожна зі складових насі-падангу має свою окрему ціну та оплачується за принципом a la carte — в цьому ще одна відмінність насі-падангу від рійстафелю, за який стягується фіксована оплата за принципом шведського столу. У ресторанній практиці мінангкабау склалося два варіанти подачі насі-падангу: песа́н (індонез. pesan — «замовлення») та хіда́нг (індонез. hidang — «подача»). Перший, більш звичний для невеликих забігайлівок, або ж використовується при обслуговуванні однієї або невеликої групи відвідувачів, передбачає вибір клієнтами кількох страв зі складу насі-падангу, які разом із порцією рису відносяться до відповідного столика. Другий, який практикується при обслуговуванні великих компаній, значною мірою нагадує домашнє сервірування і вважається споконвічнішим: разом із рисом на стіл виставляються всі складові насі-падангу. На столі заради економії місця тарілки також можуть виставлятися у кілька «поверхів». Якщо до кінця трапези якісь із них залишилися недоторканими, оплата за них не стягується. До насі-падангу в паданзькому громадському харчуванні зазвичай безкоштовно подаються соуси, насамперед різні види самбалу. При цьому соєвий соус, який є невід'ємним атрибутом обіднього столу для більшості індонезійців, з насі-падангом подається вкрай рідко — як правило, в паданзьких ресторанах, розташованих за межами Суматри і орієнтованих не на мінанкабау. Безкоштовно до насі-падангу також нерідко подають несолодкий чай — холодний чи гарячий.

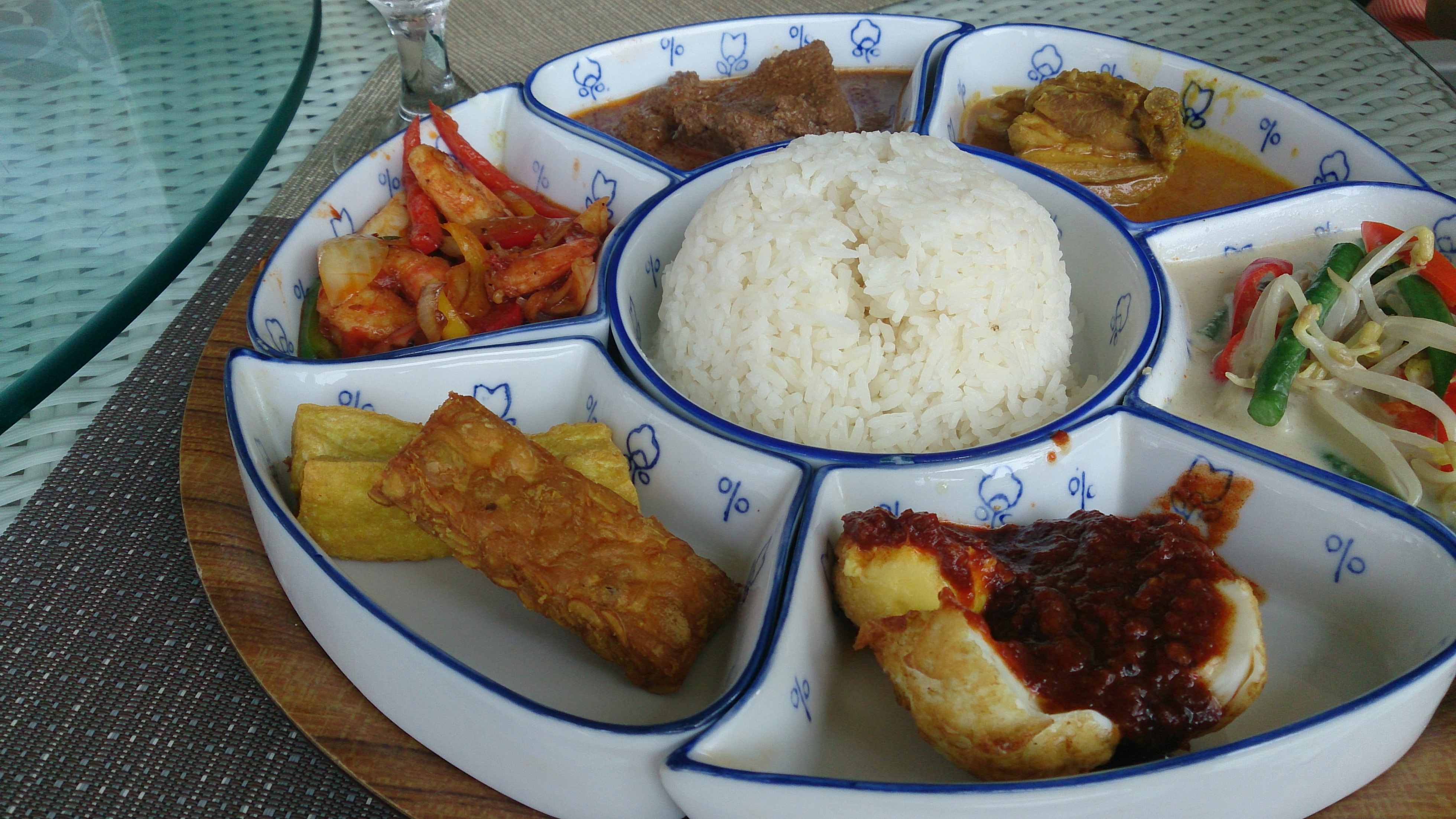
Насі-паданг, поданий у спеціальному сервізі

У деяких ресторанах Падангу застосовуються не цілком звичайні способи подачі насі-падангу. В окремих випадках для сервірування цієї комплексної трапези використовуються спеціальні сервізи: центральною частиною таких сервізів служить кругла чаша для рису, навколо якої за принципом секторів розставляються трапецієподібні миски, зовнішній край яких утворює коло. Бувають і ще радикальніші нововведення: так, у столиці Індонезії Джакарті, де налічується близько 20 тисяч ресторанів і забігайлівок паданзької кухні, з'явилася невелика мережа кафе, в яких обрані клієнтом гарніри насі-падангу укладають у одну глибоку миску разом із рисом. Повідомляється навіть про подачу змішаних гарнірів насі-падангу всередині розрізаної булочки — на зразок гамбургеру.
Як і іншу ресторанну їжу, насі-паданг можна замовити з собою. У більшості випадків для цього використовуються пластикові контейнери та пакети, однак у деяких закладах громадського харчування традиційного типу, особливо в сільській місцевості, досі практикується старовинний спосіб загортання рису та гарнірів до нього в пальмове лисття. При замовленні навиніс у багатьох ресторанах і забігайлівках (згідно з соціологічними дослідженнями 2019 року, в 71% з них) традиційно відпускають більше рису, ніж при обслуговуванні в закладі: вважається, що таким чином «компенсується» відсутність навантаження на офіціантів.